# Metominostrobin
Metominostrobin ist eine chemische Verbindung aus der Gruppe der Methoxyiminoacetamide und Strobilurine, die zur Pilzbekämpfung in der Landwirtschaft eingesetzt wird.

## Eigenschaften
Metominostrobin ist ein weißer Feststoff, der in Wasser schlecht löslich ist. Aufgrund der unsymmetrisch substituierten Oxim-Doppelbindung kommt Metominostrobin als E/Z-Isomerenpaar vor. Da das E-Isomer eine 5- bis 20-fach höhere Wirkung hat als das Z-Isomer, wird vorwiegend das E-Isomer verwendet.

## Verwendung
Metominostrobin wird als Fungizid bei Reis gegen den Reisbrandpilz (Magnaporthe grisea) verwendet und ist in asiatischen Ländern zugelassen. Die Verbindung wurde 1998 durch die Firma Shionogi entdeckt.